# Rediu (gmina w okręgu Jassy)
Rediu – gmina w Rumunii, w okręgu Jassy. Obejmuje miejscowości Breazu, Horlești, Rediu i Tăutești. W 2011 roku liczyła 4577 mieszkańców.